# Црква Светог великомученика Георгија у Кршевици
Црква Светог великомученика Георгија у Кршевици, насељеном месту на територији Општине Бујановац, православни је храм који припада Епархији врањској Српске православне цркве.
Црква посвећена Светом великомученику Георгију саграђена је прилозима верника овог села, 1869. године, на темељима старије цркве коју је, по записима Јована Хаџи Васиљевића, подигла царица Милица.
Иконостас са 40 икона и зидно сликарство настали су 1871. године и дело су зографа Вена Илијевића.
Године 2010. обновљена је унутрашњост цркве, а у плану је обнова комплетне цркве.